# Маградзе, Давид Элгуджаевич
Давид (Дато) Элгуджаевич Маградзе (груз. დავით [დათო] მაღრაძე; 28 июня 1962, Тбилиси) — грузинский поэт и общественный деятель. Автор текста национального гимна Грузии (2004). Лауреат Государственной премии Грузии. Почётный гражданин Тбилиси (2023).

## Биография
Родился в семье писателя и литературоведа Элгуджи Маградзе в Тбилиси. Дато Маградзе окончил Тбилисский государственный университет в 1984 году, специальность — филолог. Дебютировал в 1980-х годах. Был редактором ведущего грузинского литературного журнала «Цискари» на протяжении нескольких лет.
В правительстве Эдуарда Шеварднадзе был министром культуры Грузии с 1992 по 1995 год. Был избран в Парламент Грузии в 1999 года и находился там до 2001 года. Ушёл в отставку по собственному желанию и   поддержал в 2003 Революцию роз. А в 2007 году он присоединился к оппозиции и играл ведущую роль в оппозиционном движении с 2009 - 2012 года против режима Михаила Саакашвили.
В 1997—2010 годах Маградзе являлся президентом грузинского ПЕН-клуба. Он был награждён несколькими грузинскими и международными литературными премиями. Его стихи переведены на английский, немецкий, итальянский, турецкий, русский и армянский языки.